# 袁冰妍
袁冰妍（1992年1月17日—），上海市人，中國大陸女演員，畢業于上海戏剧学院表演系。
演员袁冰妍的出道作品是《叶问》中的角色秋剑云一，当时仍是大学生的她表现虽青涩但生动活泼。在2018年间播出的《将夜》中其所飾演的莫山山让看过她的表现的人难以释怀，她将莫山山演的入骨十分。后来更是于2020年主演的《琉璃》中的褚璇玑一角进入大众的视线，其演技深入人心，印象深刻，凭借褚璇玑一角色拿了第五届金骨朵网络影视盛典——年度人气女演员。在2022年4月，《祝卿好》在爱奇艺平台播出之后更是让人们对袁冰妍的演技有了新的认知。她的长相不算太惊艳，但很有辨识度。

## 生平

### 早年经历
1992年，袁冰妍出生於上海，因為父母皆為公務員，平時忙於工作，很少能抽出時間陪伴她，故而袁冰妍從小便由爺爺奶奶管教。小時候媽媽為了提升她的修養，6歲便開始讓她學習古箏。因為年齡小，當時媽媽覺得袁冰妍不愛吃飯，就將她送去學習跳舞，希望她能多運動、多吸收，而袁冰妍則很快憑藉自己的努力和熱情進入了演出班。
由於家教比較嚴格，當袁冰妍被上海舞蹈學校老師看中欲收其做學生時，媽媽因害怕練習舞蹈會傷害小袁冰妍的身體及耽誤學習，便沒有同意。但袁冰妍最終還是進入了上海東方小伙伴藝術團，並在此後的十多年時間裡隨藝術團出訪過法國、澳大利亞、日本、美國等國家。
2000年，參加了歌劇《阿伊達》的演出；同年，她還參加了全國基礎教育工作會議《中華之光》文藝晚會。
2001年，APEC第九次領導人非正式會議招待演出，隨團赴法國參加了申辦北京奧運會的演出。
2002年，參加了第35屆亞行年會開幕式表演；同年，袁冰妍還參加了中央電視台“開采未來”六一主題晚會；連續參加了中國共產黨80、81周年文藝晚會。
2004年，隨團參與“中法文化年上海周”演出。
2005年，參加了中央電視台“感動未來”六一主題晚會；同年，相繼參加了上海國際少兒文化藝術節、上海國際藝術節、以及美國全國舞蹈協會“舞向未來”交流演出。
2008年，參加北京奧運會城市文化廣場上海專場的演出。
2009年，隨團赴北京參加“國慶60周年”閱兵儀式上海彩車演出；同年，隨全國少工委“手拉手”藝術團赴香港進行了演出。此外還隨上海代表團赴巴黎參加了世博會申辦宣傳演出。
她還隨小夥伴藝術團出訪了澳大利亞、朝鮮、菲律賓、新加坡等國家。參與的表演節目《足球寶貝》獲上海市金孔雀舞蹈比賽一等獎、《快樂花園》獲第3屆“小荷風采”全國少兒舞蹈展演一等獎。
2010年，袁冰妍以超過分數的成績考取了上海戲劇學院表演系和她的舞蹈編導系，最終她選擇了表演系且成為了班裡唯一的上海女孩。大學期間，袁冰妍連續獲得了上海戲劇學院2010 -2011年學年綜合獎學金二等獎和上海戲劇學院2011-2012學年綜合獎學金三等獎。

### 演藝经历
2010年，考入上海戲劇學院表演系。

2012年，完成個人首部電視劇《葉問》。

2013年，出演了都市劇《向幸福出發》。

2014年，她因在偶像劇《白衣校花與大長腿》中飾演阮清恬而嶄露頭角。

2015年，袁冰妍出演傳奇劇《末代皇帝傳奇》中飾演譚玉玲，在安徽衛視黃金檔播出。

2016年，憑藉探險劇《老九門》中飾演丫頭，被更多觀眾認識。出演了《回到明朝当王爷》中温柔贤惠的韩幼娘一角。
2017年，出演了热血青春励志剧《少年盾》中的女主沈晓彤。
2018年，奇幻劇《將夜》飾演女二莫山山，猶如書中走出，收穫大量好評。

2018年，改编自同名小说的傳奇劇《回到明朝當王爺》中飾演女主角韓幼娘。

2019年，改编自沧月同名小说的浪漫武俠傳奇劇《聽雪樓》中飾演女主角舒靖容。

同年，再度出演《將夜2》同樣飾演女二莫山山。

2020年，出演玄幻仙俠古裝劇《琉璃》，該劇改編自十四郎的小說《琉璃美人煞》。

2021年，3月11號改编自《我的锦衣卫大人》，拍摄領銜主演古裝愛情劇《祝卿好》於橫店開機。

同年9月1號，同名改编小说，拍攝領銜主演古裝仙俠劇《落花時節又逢君》於橫店開機。

同年11月30號，改编自《王的女人谁敢动》，拍攝主演的古裝奇幻劇《傾城亦清歡》於橫店開機。

 2022年4月，《祝卿好》于4月14日定檔，4月16日愛奇藝播出，祝卿好開播之後熱度最高達到愛奇藝站内8247。累計六月為止，為該站內第五高的熱度值。

## 争议
2022年6月13日，袁冰妍关联公司重庆丽妍文化传媒有限公司因在2019-2021年间应扣未扣被罚款97.8万元，此前她持有该公司100%。7月4日，该事件被媒体曝光,此事件对袁冰妍造成来很大影响。。袁冰妍工作室官博发文致歉，称已按时全额缴纳税款。2023年5月，该公司被注销。
2023年9月16日，国家税务总局通报：
前期，重庆市税务部门通过分析发现袁冰妍存在涉税风险，经提示提醒、督促整改、约谈警示后，袁冰妍仍整改不彻底，加之其关联企业存在偷逃税嫌疑，依法对其开展了税务检查。经查，袁冰妍取得部分劳务报酬未依法办理纳税申报少缴个人所得税；并将部分用于个人的消费性支出在其控股关联企业违规列支，少缴个人所得税。其关联企业存在将用于个人消费性支出在企业违规列支少缴增值税、企业所得税，以及未代扣代缴个人所得税等涉税问题。在税务检查过程中，袁冰妍积极配合税务机关如实提供资料，并主动报告税务机关尚未掌握的涉税违法行为。综合考虑上述情况，重庆市税务局第七稽查局依据《中华人民共和国个人所得税法》《中华人民共和国企业所得税法》《中华人民共和国税收征收管理法》《中华人民共和国行政处罚法》等相关法律法规规定，对袁冰妍追缴税款、加收滞纳金并处罚款，共计297.38万元；对其关联企业追缴税款、加收滞纳金并处罚款，共计132.98万元。重庆市税务局第七稽查局已依法向袁冰妍及其关联企业送达《税务处理决定书》《税务行政处罚决定书》，袁冰妍及其关联企业已按规定缴清税款罚款及滞纳金。
国家税务总局出具报告后，袁冰妍的微博被禁言。但10月1日被发现已解除。

## 影视作品

### 电视剧/网络剧
| 首播年份 | 剧名                     | 角色           | 备注               |
| 2013年   | 叶问                     | 秋剑云         | 電影               |
| 2013年   | 花非花雾非雾             | 小警察         |                    |
| 2014年   | 爱情公寓4                | 晴晴           |                    |
| 2014年   | 冷枪手                   | 蒋玉珊         |                    |
| 2014年   | 白衣校花与大长腿         | 阮清恬         | 网络剧             |
| 2014年   | 钱塘传奇                 | 香芨芨；芨芨香 |                    |
| 2014年   | 隋唐英雄4                | 赵芙蓉         |                    |
| 2014年   | 布袋和尚新传             | 金莲公主       |                    |
| 2014年   | 末代皇帝传奇             | 谭玉玲         |                    |
| 2015年   | 向幸福出发               | 方宁           |                    |
| 2015年   | 白衣校花与大长腿2        | 阮清恬         | 网络剧             |
| 2015年   | 蜀山战纪之剑侠传奇       | 小蝶           |                    |
| 2015年   | 战国红颜之芈月传奇       | 青儿           | 网络剧             |
| 2016年   | 女医·明妃传              | 刘妃           |                    |
| 2016年   | 芈月传奇番外篇之邪恶游戏 | 顾小青         | 网络剧             |
| 2016年   | 我是杜拉拉               | 左小茜         |                    |
| 2016年   | 老九门                   | 丫头           |                    |
| 2016年   | 幸福的季节               | 小仙女         |                    |
| 2016年   | 飞刀又见飞刀             | 水无伤         | 网络剧             |
| 2017年   | 太极宗师之太极门         | 陈如雨         | 网络剧             |
| 2018年   | 玄门大师                 | 秋意           | 客串               |
| 2018年   | 將夜                     | 莫山山         | 网络剧             |
| 2018年   | 回到明朝当王爷之杨凌传   | 韩幼娘         | 网络剧             |
| 2019年   | 听雪楼                   | 舒靖容         | 网络剧             |
| 2020年   | 將夜2                    | 莫山山         | 网络剧             |
| 2020年   | 琉璃                     | 褚璇玑         |                    |
| 2021年   | 理想照耀中国             | 蒋竞武         | 单元《希望的方舟》 |
| 2021年   | 青春向前冲               | 唐可兒         | 2016年拍攝         |
| 2022年   | 祝卿好                   | 劉泠           | 网络剧             |
| 待播出   | 少年盾                   | 沈曉彤         | 2017年拍攝         |
| 待播出   | 雷霆令                   | 葛丹           | 2020年拍摄         |
| 待播出   | 傾城亦清歡               | 鳳清歡         | 网络剧             |

### 微电影/電影
| 首映年份 | 类别   | 片名     | 角色 | 备注   |
| 2010年   | 微电影 | 木偶人   |      | 微電影 |
| 2010年   | 微电影 | 大戏     |      | 微電影 |
| 2015年   | 电影   | 不速之客 | 阿旭 |        |

### 舞蹈作品
| 演出时间 | 作品名称 | 舞蹈类型 |
| 2003年   | 足球宝贝 | 未知     |
| 2004年   | 快乐花园 | 未知     |

## 综艺节目
| 首播年份 | 日期             | 名称         | 备注           |
| 2017年   | 8月30日——9月22日 | 玩美咖       | 日本拍摄       |
| 2018年   | 11月27日         | 见面吧！电台 | QQ音乐娱乐节目 |
| 2020年   | 11月24日         | OMG！完美咖  |                |
| 2021年   | 11月27日         | 最美中國戲   | 北京衛視       |

## 杂志写真
| 年份   | 杂志名称       | 期数 | 备注                  |
| 2017年 | 红秀GRAZIA     | 4月  | 时尚杂志              |
| 2017年 | 接拍圣经       | 5月  | 街拍杂志              |
| 2018年 | 瑞丽           | 1月  | 时尚写真              |
| 2018年 | 昕薇           | 3月  | 时尚杂志              |
| 2018年 | IN-SHUTTER     | 10月 | 时尚杂志              |
| 2018年 | SENSE封面人物  | 12月 | 小小的世界，大大光芒  |
| 2018年 | 橘子街拍       | 12月 | 袁冰妍-冒险主义       |
| 2019年 | 红秀GRAZIA     | 1月  | 时尚杂志              |
| 2020年 | 时尚芭莎       | 9月  | 电子刊                |
| 2020年 | 时尚COSMO      | 9月  | 袁冰妍红蓝大片        |
| 2021年 | 我们的街拍时刻 |      |                       |
| 2021年 | 新漫潮         |      |                       |
| 2022年 | 红秀GRAZIA     | 6月  | 时尚杂志封面+內頁採訪 |

## 音樂 参与演唱
| 發行時間 | 歌曲名稱             | 歌曲簡介                                               |
| 2018年   | 莫望                 | 玄幻劇《將夜》插曲演唱                                 |
| 2019年   | 錦瑟                 | 武俠劇《聽雪樓》插曲演唱                               |
| 2019年   | 我們是共產主義接班人 | 參與國家音樂產業基地我和我的家鄉主題活動翻唱發行的歌曲 |
| 2019年   | 躲猫猫               | 10月31日天猫双十一盛典                                 |
| 2021年   | 坚信爱会赢           | 百花迎春春节大联欢                                     |
| 2021年   | 云与海               | 湖南卫视元宵喜乐会                                     |

## 獎項
- 2018第一届环球时尚新锐大赏 - 年度最具潜力艺人。
- 2020风格大赏 - 年度品质艺人
- 2020微博電視劇大賞 - 人氣女性角色題名，琉璃褚璇璣
- 2020新浪影视综盛典 - 年度影视音乐《同心而语》
- 2020第五届金骨朵網路影視盛典 - 年度人气女演员
- 2020抖音星动之夜 - 年度飞跃演员
- 2021鳳凰網時尚之選 - 年度魅力演員

## 慈善公益
2018年1月，袁冰妍参与了“爱乐融聆听计划”发起的关爱听障儿童“益起唤醒小耳朵”公益活动，她为康复院的听障儿童们送去爱心，用实际行动传递公益正能量，呼吁社会关心、尊重、接纳听障群体。
同年9月5日，参与了#为爱一起捐#，为公益做努力，“公益无大小，行动即榜样。”来和袁冰妍一起支持公益活动。
2019年11月19日，袁冰妍在“世界儿童日”快要来临之时，参与了#点亮儿童未来#活动，关注儿童成长，维护儿童权利，还孩子的世界一片纯真美好。
2020年4月16日，参与“星力量健康助学行动” 微博双话题传播活动，活动旨在传播卫生知识，开展健康教育，帮助乡村学校的卫生防护工作募集善款，为疫情中返校的乡村儿童筑起第一道健康防线。
同年12月21日，参与“2021冬日守候计划”与“中国扶贫基金会”参与#陪你过最漫长的夜#的公益行动，为这个冬至送上了一份礼物。
2021年9月23日，参与“中国扶贫基金会”善品公社项目，支持乡村产业发展，向农民致敬。
同年12月9日，与微博公益平台“微公益”“微博共益计划”携手支持微博话题#穿越风雪拥抱你#活动，关爱偏远地区乡村儿童过冬困境群体，呼吁人们将温暖传递到每个人手中。

## 外部連結
- 袁冰妍的Instagram帳戶
- 袁冰妍的个人weibo （页面存档备份，存于）
- 袁冰妍哔哩哔哩官方账号 （页面存档备份，存于）